# Ariete
Der Ariete (italienisch für „Rammbock“, „Widder“, lateinisch Aries), ursprüngliche Bezeichnung C1 Ariete, ist ein italienischer Kampfpanzer. Er verfügt über aktuelle optische und digitale Bildvergrößerer sowie Feuerleitsysteme und ist nachtkampffähig. Die ersten Exemplare wurden 1995 geliefert, die bislang letzten im August 2002. Seit 2021 wird der Ariete im Rahmen einer Kampfwertsteigerung umfassend modernisiert, um ihn technologisch auf dem neuesten Stand zu halten. Die modernisierte Version trägt die Bezeichnung Ariete C2.

## Geschichte
Der Ariete wurde zusammen mit dem Radpanzer Centauro in den 1980er-Jahren von einem Unternehmenskonsortium aus Iveco, Oto Melara und Fiat (Consorzio Iveco-Oto Melara – CIO) für das italienische Heer entwickelt. Dabei wurden die Panzerwanne und der Turbo-Dieselmotor mit ursprünglich 1.250 PS (919 kW) von Iveco/Fiat hergestellt, der Drehturm mit der Hauptwaffe sowie das Feuerleitsystem kommen von Oto Melara (heute Leonardo).
Ursprünglich war die Beschaffung von 700 Ariete-Panzern in zwei Baulosen vorgesehen, insbesondere als Ersatz für die M60-Kampfpanzer und für einen Teil der Leopard 1 des italienischen Heeres. Das Programm verzeichnete dann allerdings erhebliche Verzögerungen und Reduzierungen, einerseits wegen der weltpolitischen Entspannung, andererseits wegen der bevorzugten Beschaffung des Centauro als Ersatz für den Restbestand an völlig veralteten M47 in Süditalien. Mit der Heeresverkleinerung in einem entspannteren Umfeld wollte man insbesondere in Mittel- und Süditalien von Kettenfahrzeugen auf mobilere Radfahrzeuge umrüsten. So wurde das erste Baulos von 400 auf 200 Stück halbiert und das geplante zweite Baulos von 300 Panzern (einschließlich Spezialversionen) gestrichen. Die zwischen 1995 und 2002 ausgelieferten 200 Panzer gingen an drei Panzerverbände in Norditalien sowie an die Panzertruppenschule im süditalienischen Lecce. Später wurde ein mit dem Ariete ausgerüsteter Verband nach Süditalien verlegt. Durch die Auflösung von jeweils einer von ursprünglich vier Panzerkompanien pro Verband sank der Bestand an aktiven Panzern auf etwa 150.

## Kampfwertsteigerung
Die Entwicklung des Ariete 2 wurde eingestellt; die bereits beschafften Panzer sollten schrittweise auf den Standard Ariete 2 gebracht werden (stärkerer Motor mit 1.600 PS (1.177 kW), Common-Rail-Einspritzung, Zusatzpanzerung). Schließlich entschloss sich das italienische Heer nach der Entwicklung des Radpanzers Centauro 2 für eine kostengünstigere Kampfwertsteigerung (Ariete AMV, ammodernamento di mezza vita, in der Bedeutung von Midlife Update, MLU), indem etliche neu entwickelte Komponenten und Systeme des Centauro 2 mit den nötigen Anpassungen in den Ariete AMV integriert wurden. Dies betrifft auch den Motor, der nicht ersetzt, sondern tiefgreifend überarbeitet wurde (1.500 PS (1.103 kW), 30 Liter Hubraum, Common-Rail), auch in diesem Fall unter Übernahme etlicher Bauteile des V8-Motors des Centauro 2. Die Überarbeitung des Getriebes erfolgte mit Unterstützung des Lizenzgebers ZF Friedrichshafen. Mit Zusatzpanzerung und Minenschutzrüstsatz erreicht das Gefechtsgewicht nunmehr 62,5 Tonnen.
Ab 2021 wurden drei Panzer zunächst zu Erprobungszwecken modernisiert und erhielten die vorübergehende Bezeichnung „Ariete AMV“. 2023 begann die umfassende Modernisierung von 90 Ariete, mit einer Option für die Modernisierung 35 weiterer Kampfpanzer bis 2030, die dann die Bezeichnung „Ariete C2“ tragen.

## Nutzer
- Italien: Von den 200 beschafften Panzern sind noch rund 150 vorhanden, davon 123 bei drei Regimentern (in Bataillonsstärke, je drei Kompanien zu 13 und zwei beim Regimentsstab), der Rest bei der Panzertruppenschule, bei anderen Stellen und in Depots. Die ausrangierten Panzer befinden sich in einem Depot im norditalienischen Lenta.[3] Geplant ist, die drei bestehenden Regimenter jeweils mit einer zusätzlichen Panzerkompanie zu verstärken (auf dann je 54 statt 41 Panzer) und ein viertes Panzerregiment aufzustellen. Dazu sollen neben den 125 modernisierten „Ariete C2“ zusätzlich mindestens 125 Kampfpanzer eines neuen Modells auf Basis des KF51 Panther[4] beschafft werden.[5][6]

## Technische Daten

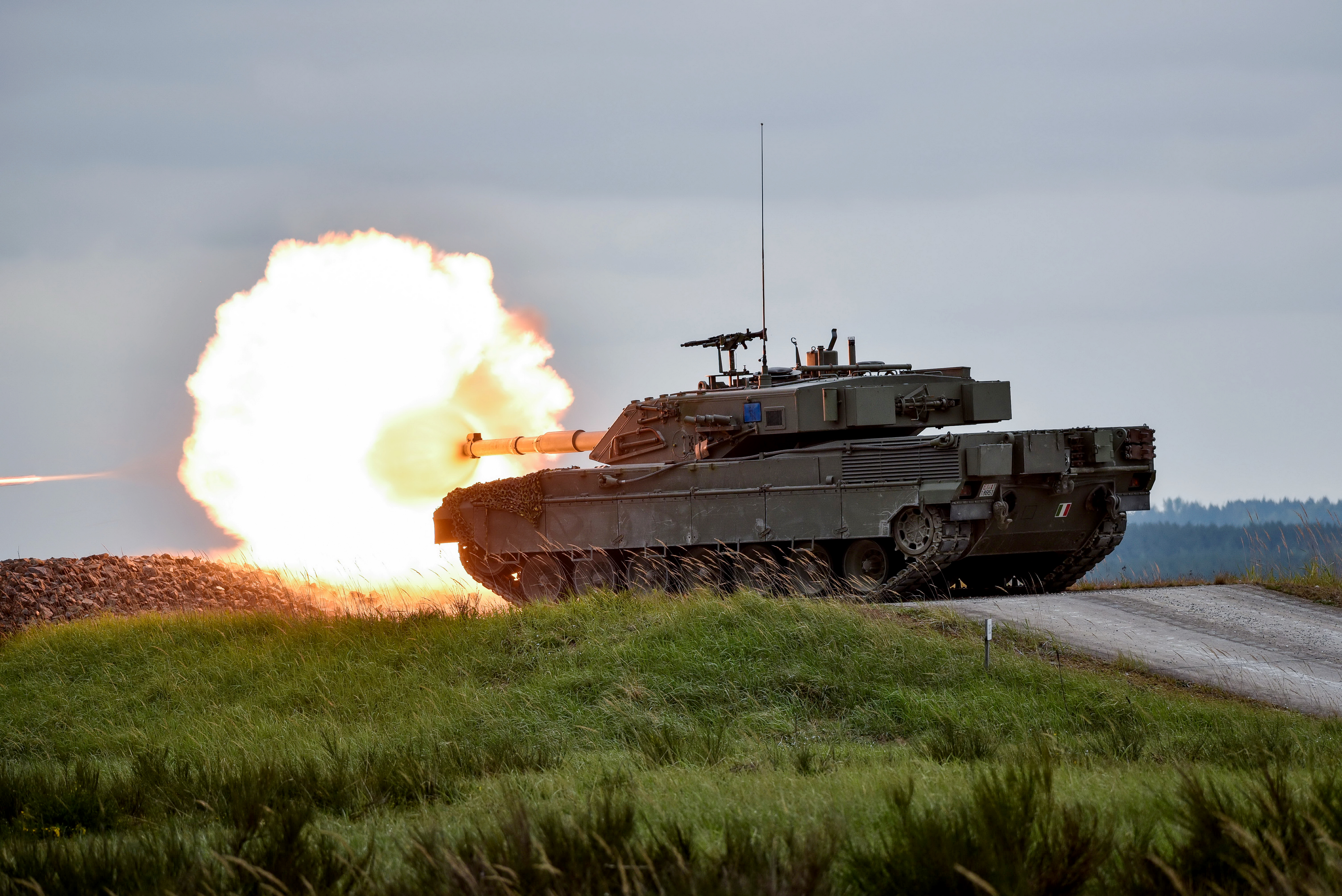
Ariete bei der Schussabgabe

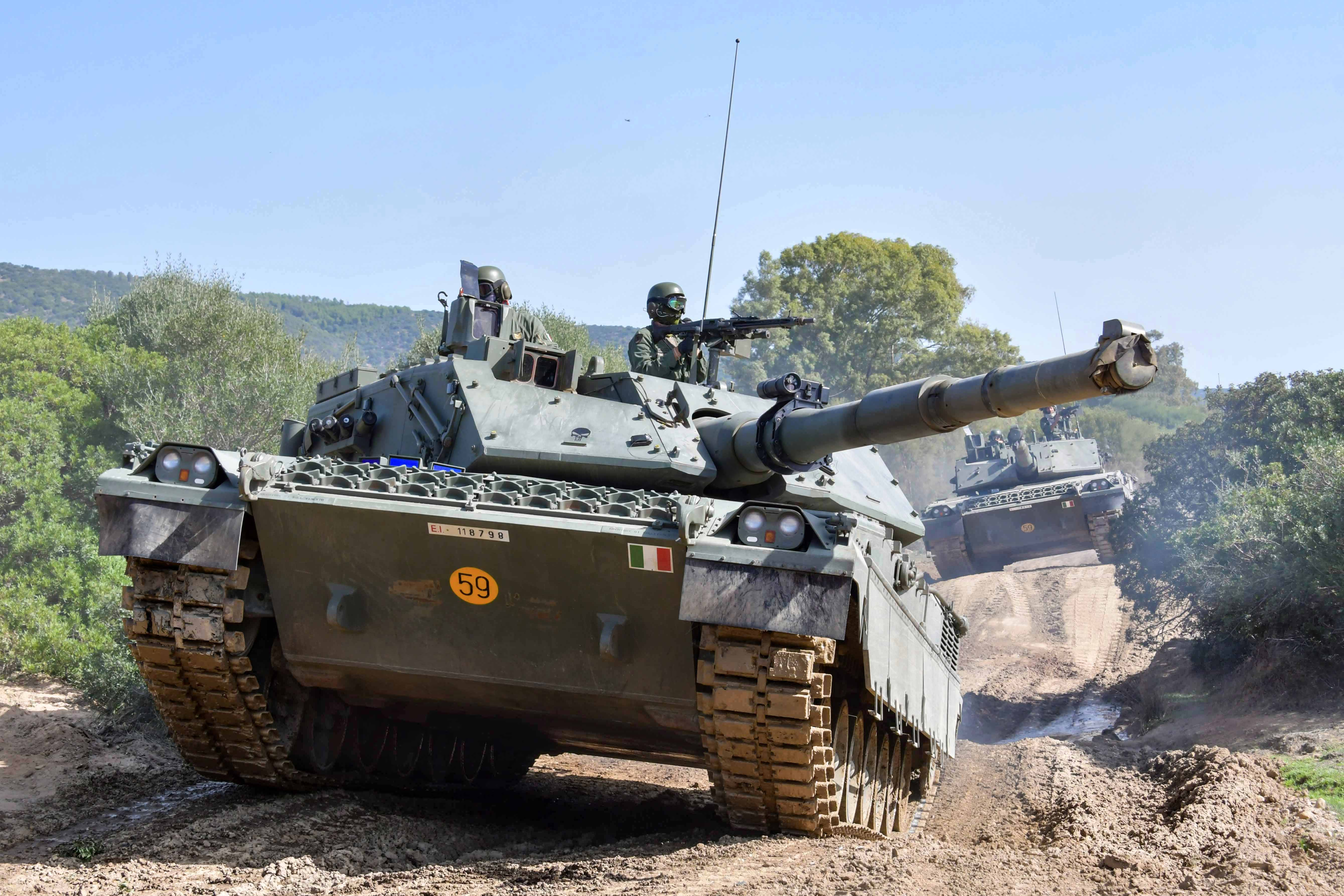
Ariete bei Geländefahrt

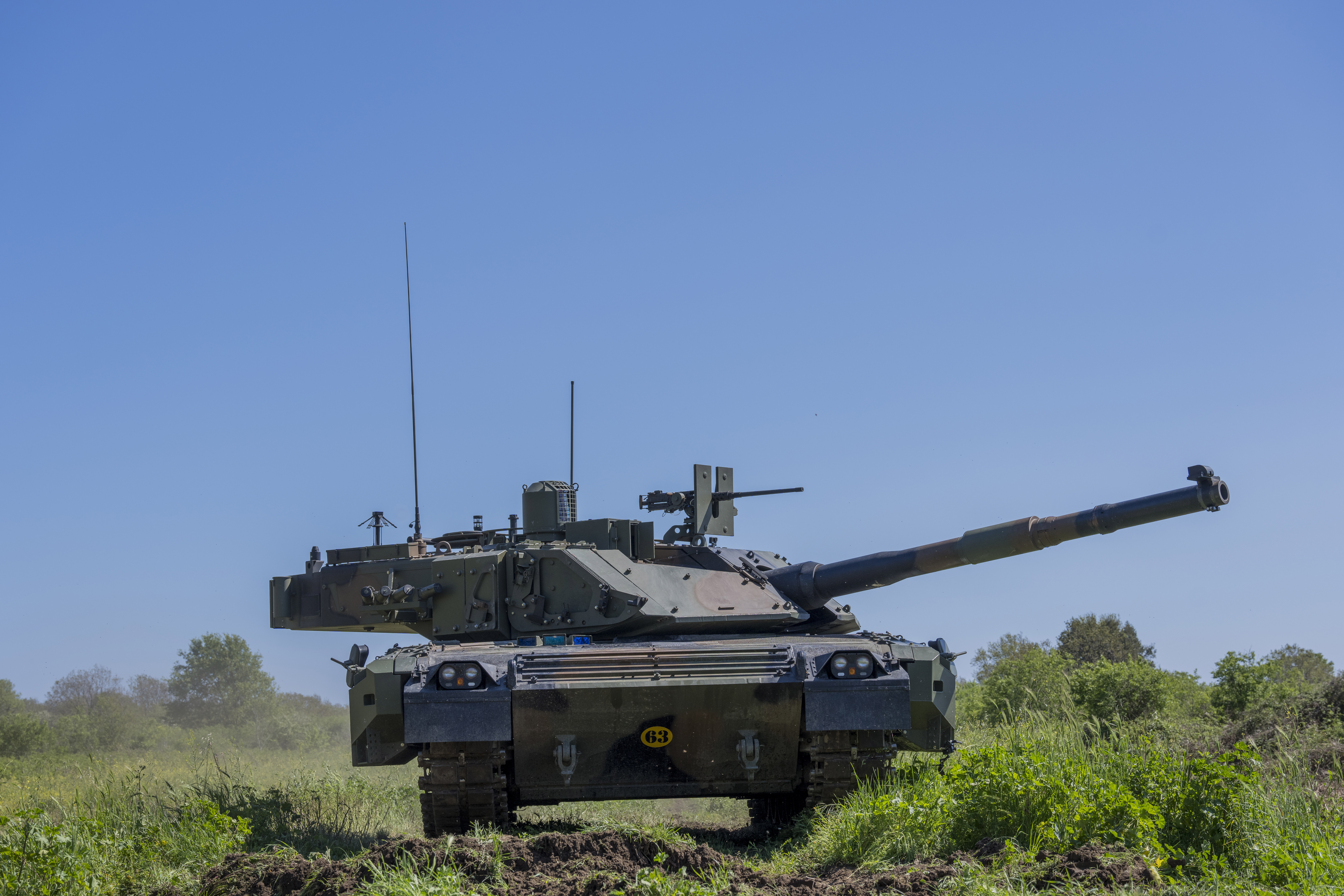
Ariete C2 bei der Erprobung durch die Kavallerieschule

Nachstehende Angaben beziehen sich auf die ursprüngliche Version:
- Hersteller: Iveco, Oto Melara, Fiat
- Länge Wanne: 7,59 m
- Länge über alles:  9,67 m
- Breite: 3,60 m
- max. Höhe: 2,51 m
- Gewicht: 53,9 t
- Antrieb: V12-Turbo-Dieselmotor Iveco/Fiat MTCA
- Leistung: 1.200 PS (883 kW)
- Drehmoment: 4615 Nm bei 1600/min
- Kraftübertragung: Vollautomatisches Getriebe ZF LSG3000
- Geschwindigkeit: 65 km/h
- Reichweite: 570 km (1100 Liter Treibstoffkapazität)
- Überschreitfähigkeit: 3 m
- Kletterfähigkeit: 0,9 m
- Steigfähigkeit: 65 %
- Seitenneigung: 30 %
- Wattiefe: 1,40 m (ohne Vorbereitung)
- Leistungs-Gewichts-Koeffizient: 16,4 kW pro Tonne
- Spezifischer Bodendruck: 0,90 kg/cm²
- Bewaffnung:
  - 120-mm-Melara-Glattrohrkanone L/44 (42 Granaten)
  - 7,62-mm-Fla-MG MG42/59 (2000 Schuss)
  - 7,62-mm-MG koaxial (2000 Schuss)
  - 2 × 4 Nebeltöpfe/HE-FRAG/CS
  - Stabilisierte Kanone, Laserentfernungsmesser, Nachtsichtgerät, ABC-Schutz
- Besatzung: 4 Mann (Kommandant, Ladeschütze, Richtschütze, Fahrer)
- Stückpreis: 2,9 Mio. Euro